# Ejler Bille
Ejler Kristian Torbensen Bille (Odder, 6 maart 1910 - Kopenhagen, 1 mei 2004) was een Deens kunstschilder, beeldhouwer en dichter.
Bille studeerde aan de kunstnijverheidsschool in Kopenhagen en de Koninklijke Deense Academie voor de kunst, waar hij in 1969 ook les gaf.
In 1934 richtte hij, samen met Vilhelm Bjerke Petersen, de Surrealistische kunstenaarsgroep Linien (De lijn) op. Hij was een van de voorgangers van Cobra in zijn streven naar een zo spontaan mogelijke kunstuiting. Eind jaren 40 sloot hij zich aan bij de CoBrA-beweging.
Onder invloed van Egill Jacobsen kreeg zijn werk sterk expressionistische kenmerken, waarbij hij felle kleuren gebruikte. Later maakte zijn spontane aanpak plaats voor een meer overwogen stijl.
In zijn beeldhouwwerken werd hij beïnvloed door de volkskunst.

## Enkele werken
- Komposition (1934)[1]
- Komposition Gudhjem (1940)[2]
- Figurer i magisk landskab (1967)[3]

- Bibliothèque nationale de France: cb129800924 (data)
- Gemeinsame Normdatei: 119091755
- International Standard Name Identifier: 0000 0001 0912 5924
- KulturNav: 67945b82-8454-4115-b211-ae9b8592a95a
- Library of Congress Control Number: n91078527
- RKD-Nederlands Instituut voor Kunstgeschiedenis: 8427
- Système universitaire de documentation: 081096585
- Union List of Artist Names: 500024889
- Virtual International Authority File: 69062681
- WorldCat: E39PBJxcWqcxgDRWBtphQmrKBP